# Noebaun
Noebaun is een bestuurslaag in het regentschap Timor Tengah Utara van de provincie Oost-Nusa Tenggara, Indonesië. Noebaun telt 1431 inwoners (volkstelling 2010).